# Chuí
För andra betydelser, se Chuí (olika betydelser).

En illustration som visar hur Chariklo och dess ringar kan se ut.

Chuí eller 2013C2R Chuí är den yttre av två ringar som omger asteroiden 10199 Chariklo. Chariklo är en 250 kilometer stor småplanet i omloppsbana mellan planeterna Saturnus och Uranus.  C2R har fått namnet Chuí, efter en gränsflod mellan Brasilien och Uruguay, som anges som Brasiliens sydligaste punkt – Chuí, eller Chuy.
Upptäckten av ringar runt asteroiden gjordes när den ockulterade en stjärna den 3 juni 2013. Vid upptäckten var Chariklo det minsta objekt i solsystemet där man kunnat bekräfta förekomsten av ett ringsystem.
Den yttre ringen är hälften så bred som den inre ringen och återfinns strax utanför den. Med ett optiskt djup på 0,06 är den märkbart diffusare och mörkare än den inre ringen. Totalt innehåller den en tolftedel av C1R's massa, ungefär motsvarande en isig himlakropp med en diameter på en kilometer.
C2R är 
| Namn    | Smeknamn | Banradie (km) | Bredd (km)                   | Optiskt djup | Ytdenstet (g/cm2) | Massa, ekvivalent storlek | Lucka mellan ringarna (km) |
| ------- | -------- | ------------- | ---------------------------- | ------------ | ----------------- | ------------------------- | -------------------------- |
| 2013C1R | Oiapoque | 390,6 ± 3,3   | 6,16 ± 0,11 till 7,17 ± 0,14 | 0,4          | 30 – 100          | isboll ~2 km i diameter   | 8,7 ± 0,4                  |
| 2013C2R | Chuí     | 404,8 ± 3,3   | 3.4+1.3 −2.0 to 3.6+1.1 −1.4 | 0,06         | ?                 | isboll ~1 km i diameter   | 8,7 ± 0,4                  |